# Championnat de Belgique de basket-ball de division Régional 1-Landelijk 1
Vous venez d’apposer le modèle de débat d'admissibilité.
Avant toute chose, veuillez créer la page de débat correspondante en cliquant ici.
- Une fois la page de vote initialisée, rafraîchissez cette page, et le bandeau prendra son aspect définitif.
- Si votre débat d'admissibilité est groupé (le motif et l’argumentation doivent être les mêmes), modifiez cette page pour ajouter au modèle le paramètre « cat » suivi du nom de la page de discussion de l’article pour lequel la page de débat existe déjà (ex. : cat=Discussion:Nom_de_l'autre_article). Ensuite, suivez les nouvelles instructions qui apparaissent.
- Vous pouvez également utiliser le paramètre « type » pour faciliter l’accès aux critères d’admissibilité. Exemple : {{suppression|type=mot-clé}}. Liste des mots-clés existants : fiction, musique, art visuel, fanzine, jeu de société, porno, sportif, association, enseignement, société, site web, route, nombre, (Liste complète ici).

| 1. | Créez la page de débat d'admissibilité.                                                                      | Sauvegardez d’abord la page pour l’initialiser puis indiquez votre motivation.                                                                   |
| 2. | Important : ajoutez une entrée dans la section Débat d'admissibilité du jour.                                | Utilisez ce texte : *{{L\|Championnat de Belgique de basket-ball de division Régional 1-Landelijk 1}}                                            |
| 3. | Pensez à informer les contributeurs principaux de la page et les projets associés lorsque cela est possible. | Utilisez ce texte : {{subst:Avertissement débat d'admissibilité\|Championnat de Belgique de basket-ball de division Régional 1-Landelijk 1}}~~~~ |

Le championnat de Belgique de basket-ball de division  est le 4e niveau du basketball belge et se dispute sous l'égide de la Fédération royale belge de basket-ball. Il est organisé par la fédération francophone (AWBB) pour la série regroupant les clubs francophones et par la fédération néerlandophone (VBL) pour la série regroupant les clubs néerlandophones. 

## Championnat de Division Régional 1-Landelijk 1

### Organisation du championnat
Le championnat se déroule de septembre à mai entre 28 équipes de niveau amateur réparties en 2 séries, l'une regroupant des clubs francophones (AWBB), l'autre regroupant des clubs néerlandophones (VBL) . Les vainqueurs des deux séries sont promus en  Division 3 Nationale.  
La compétition consiste en :
- une saison régulière où chaque équipe rencontre deux fois les autres équipes, une fois dans chacune des villes. Les deux derniers au championnat sont censés (sauf soucis financiers d'autres clubs) être relégués en Régionale 2.
- des play-offs qui font se rencontrer les 4 premières équipes classées au terme de la saison régulière. Lors des demi-finales, Le premier rencontre le 4e et l'autre demi-finale oppose le 2e au 3e classé. Deux victoires sont nécessaires pour accéder à la finale.  La finale se joue également au "Best of three". Le classement de la saison régulière détermine :

- - un avantage en demi-finale : le premier rencontre le qualifié le moins bien classé dans une demi-finale, les deux autres qualifiés dans l'autre demi-finale
  - l'avantage du terrain dans une confrontations entre deux équipes si elles doivent se rencontrer un nombre impair de fois à un stade de la compétition des play-offs.

Les deux vainqueurs des play-offs accèdent à la division 3

### Équipes participantes 2013-2014
| Série Régional 1 (AWBB)     | Série Landelijk 1 (VBL) |
| --------------------------- | ----------------------- |
| Royal BC Sainte Walburge    | Gembo Borgerhout        |
| BC Blaton                   | BBC Kangoeroes Boom     |
| Essor Charleroi             | Racing Brugge           |
| Olympic Mont Sur Marchienne | Strombeek BBC           |
| Henri Chapelle              | Fera Bornem Basket      |
| R.U.S.Mariembourg           | Blackhawks Gent Laarne  |
| BC Carnieres                | Generali Okapi Aalstar  |
| Union Huy Basket            | Red Vic Wilrijk         |
| RBB Gembloux                | Kon BC Gistel Oostende  |
| Mailleux Comblain Bis       | Kontich BBC             |
| Les 4a Aywaille             | Sint-Katelijne-Waver    |
| BC Ceba Enghien             | Sgolba Aalter           |
| Vaillante Jupille           | BBC Geel                |
| Union BC Flenu Quaregnon    | BBC Helios Zottegem     |